# Чон Соми
Энник Соми Доума (англ. Ennik Somi Douma), более известна под своим корейским именем Чон Соми (кор. 전소미; род. 9 марта 2001 года), — южнокорейская певица, автор песен и рэпер голландско-канадского происхождения. Победительница первого сезона шоу на выживание Produce 101 и бывшая участница временной гёрл-группы I.O.I. 13 июня 2019 года дебютировала сольно с синглом «Birthday».

## Биография

### Ранняя жизнь
Чон Соми родилась 9 марта 2001 года в Онтарио, Канада. Она наполовину кореянка, наполовину канадка. Мать Чон Сунхи — кореянка, а отец Мэтью Доума, канадец голландского происхождения, является актёром. Её семья переехала в Южную Корею через год после её рождения. Из-за её смешанного происхождения, над Соми часто издевались в детстве.
Соми — обладательница чёрного пояса третьей степени по тхэквондо, но не смогла получить четвёртую степень, как её отец, из-за её возраста. В 2013 году она появилась в Let’s Go! Dream Team Season 2 на Дне защиты детей, как одна из представительниц демонстрационной команды по тхэквондо средней начальной школы, где она была в паре с Пак Чунхен. В августе 2014 она, и её мать и бабушка появились в 187-м эпизоде Hello Counselor. В 2014 году она сыграла эпизодическую роль в фильме Ode to My Father вместе со своим отцом и младшей сестрой.
3 февраля 2017 года Соми окончила среднюю школу Чхондама. В настоящее время посещает школу искусств Hanlim Multi по специальности «практическая музыка и вокал».

### 2015—2016:Sixteen,Produce 101иI.O.I

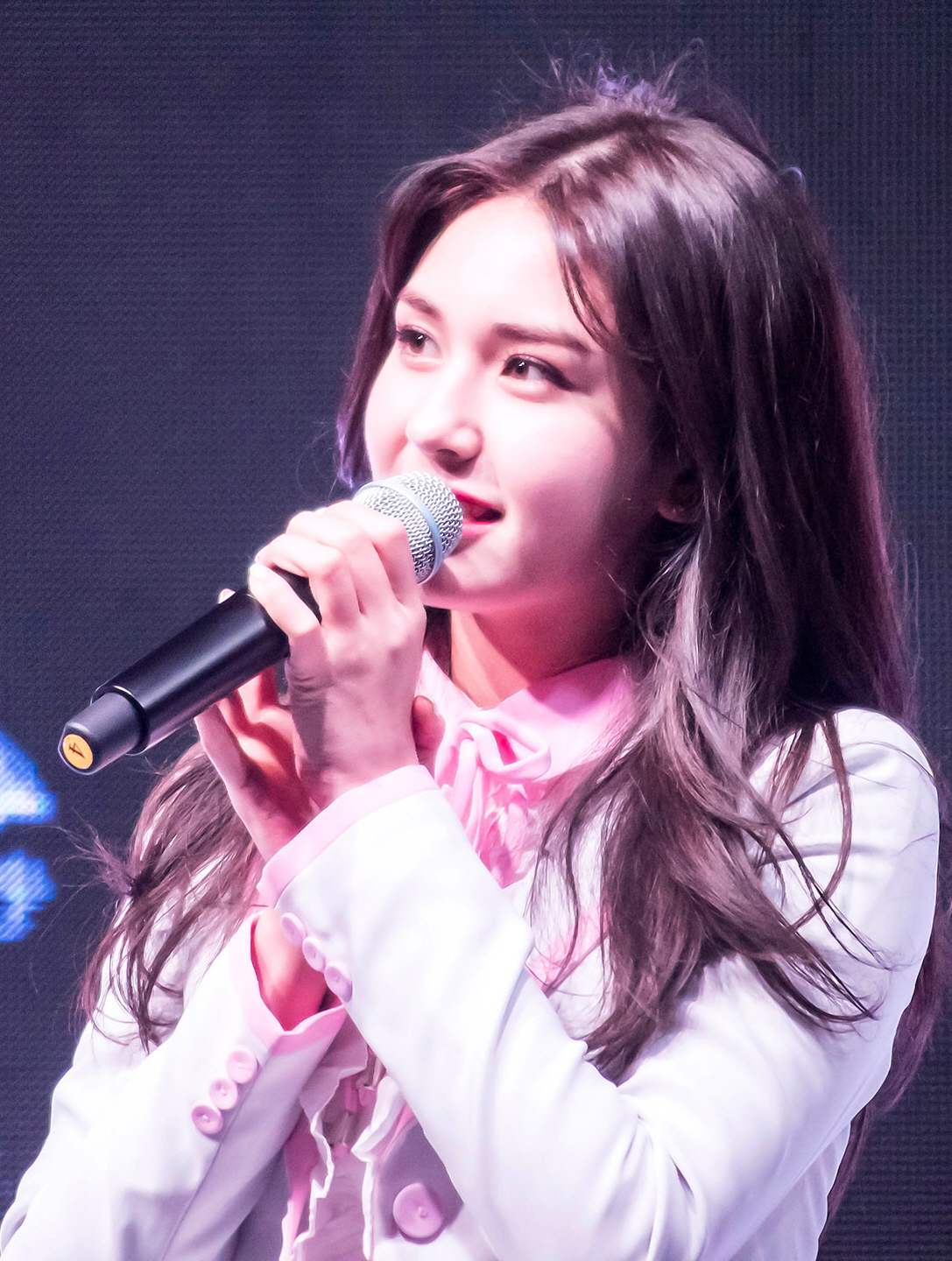
Соми в декабре 2016 года

Соми присоединилась к JYP Entertainment после прослушивания с песней «Lonely» 2NE1. Вскоре после этого Соми появилась в клипе Got7 «Stop Stop It» с другими девушками-стажёрами. В мае 2015 года Соми участвовала в шоу на выживание Sixteen вместе с другими 15 стажерками из JYP, чтобы попасть в новую гёрл-группу компании, Twice. Однако, она была исключена в последнем эпизоде.
В январе 2016 года Соми представила JYP в шоу на выживание Produce 101. Она заняла первое место с 858,333 голосами и дебютировала 4 мая с временной гёрл-группой I.O.I под управлением YMC Entertainment, они выпустили дебютный мини-альбом Chrysalis В октябре Соми была выбрана в качестве нового ведущего шоу SBS MTV вместе с участником UP10TION Вэй.

### 2017—2018: Сольная деятельность и уход из JYP
9 января 2017 года было подтверждено, что Соми подписала официальный контракт с JYP на сольную деятельность в отношении выступлений в телешоу. Вскоре после этого она присоединилась к актёрскому составу Sister’s Slam Dunk 2. Деятельность Соми с I.O.I подошла к концу и группа была расформирована. 9 марта Эрик Нам и Соми выпустили совместный цифровой сингл под названием «You, Who?».
В марте 2017 года Соми была показана в веб-развлекательной программе Idol Drama Operation Team. Она играла роль старшеклассницы по имени Борам. Финальные съемки шоу состоялись 9 мая. Семь актёров сформировали проектную девичью группу под названием Girls Next Door и выпустили сингл как часть саундтрека шоу. Песня под названием «Deep Blue Eyes», написанная в соавторстве с Джинёном, участником B1A4, была выпущена 14 июня лейблом Warner Music Korea. В ноябре 2017 года, Соми участвовала в сингле Jun.K «Nov to Feb».
20 августа 2018 года JYP Entertainment выпустил официальное заявление, в котором говорится, что после взаимного согласия Соми расторгла контракт, покинув лейбл. В следующем месяце Соми подписала эксклюзивный контракт с компанией продюсера YG Entertainment Тедди Пака The Black Label.

### 2019—2021: Соло дебют иXOXO

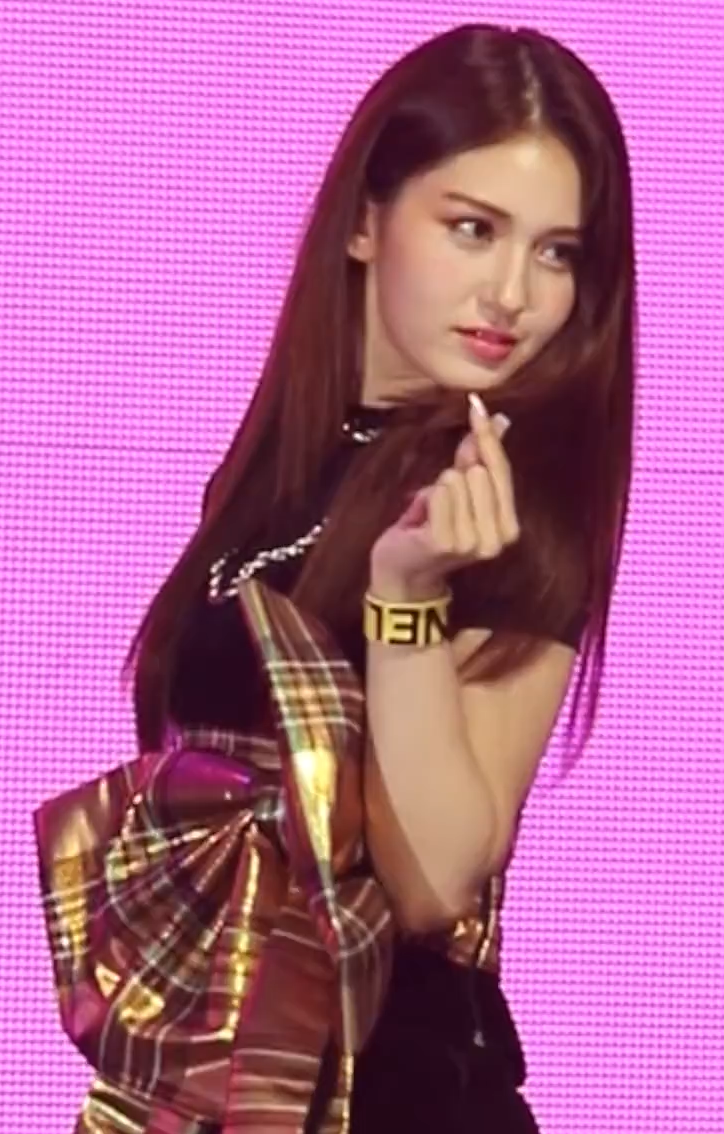
Соми на дебютном шоукейсе июнь 2019

25 февраля 2019 года The Black Label объявил, что Соми готовится дебютировать в качестве сольного исполнителя с синглом, спродюсированным Тедди. Соми дебютировала с цифровым синглом «Birthday» 13 июня. Сингл возглавил крупнейшие южнокорейские чарты, включая Mnet, Bugs и Soribada. Соми впервые появилась на музыкальном шоу в качестве сольного исполнителя на шоу Music Core 15 июня, она исполнила синглы «Birthday» и «Outta My Head».
28 марта 2020 года стартовала показ реалити-шоу Соми I Am Somi на YouTube, рассказывающий о её повседневной жизни. В шестом эпизоде 2 мая Соми рассказала, что возвращение задерживается, и шоу прерывается по причине ограничений на поездки из-за пандемии коронавируса.
14 июля было подтверждено, что Соми вернется 22 июля с новой песней под названием «What You Waiting For». 20 июля, в связи с выходом сингла «What You Waiting For», Чон подписала контракт с Interscope Records в партнёрстве с Black Label; она будет представлена вместе с Universal Music Group для продвижения за пределами Азии. 22 июля Соми выпустила сингл «What You Waiting For». 6 августа она выиграла первый трофей на музыкальном шоу с песней «What You Waiting For» на M Countdown.
23 июля 2021 года было подтверждено, что Соми вернется 2 августа с новым синглом «Dumb Dumb». Клип набрал 10 миллионов просмотров менее чем за 24 часа на YouTube. Клип собрал 20 миллионов просмотров за два дня, побив личный рекорд. Релиз достиг 8-го и 9-го места в цифровом чарте Gaon и Korea K-Pop Hot 100 соответственно, став её первым синглом в первой десятки в качестве солистки. «Dumb Dumb» также стала её первым синглом в чарте Billboard Global 200, кроме США, дебютировавшей под номером 130. В ознаменование своего освобождения Чон инициировала челлендж «Dumb Dumb» в TikTok, где хэштег набрал более 70 миллионов просмотров за две недели и превысил 122,7 миллиона просмотров на следующий день.
14 октября было подтверждено, что Чон Соми выпустит свой первый полноформатный альбом XOXO 29 октября. Четыре из восьми треков включали её предыдущие цифровые синглы «Birthday», «Outta My Head», «What You Waiting For» и «Dumb Dumb».

## Другая деятельность

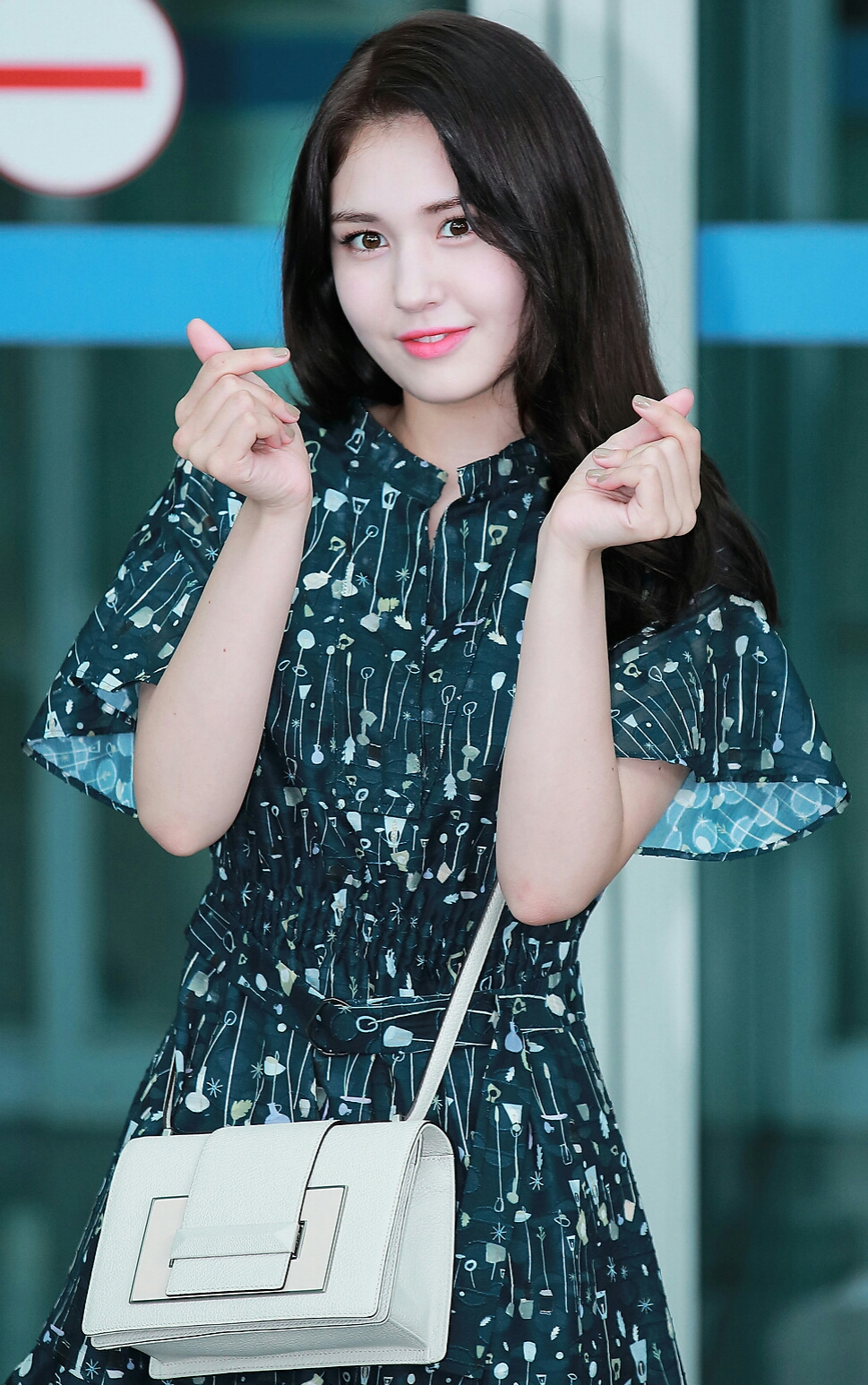
Чон Соми в 2017 году

В июле 2017 года Соми была выбрана для своей первой в истории сольной сделки по поддержке в качестве модели бренда напитков Coca-Cola, Fanta.
В январе 2018 года Соми приняла участие в компании Reebok Classic SS18 .Always Classic. Наряду с Соми, участвовали также Ариана Гранде, Rae Sremmurd и Джиджи Хадид. Кэролайн Мэчен, старший директор по бренд-менеджменту Reebok, отметила: Соми выделялся как человек, который выходит за рамки ожидаемого. Она работала с нашими коллегами в Корее, и мы были рады работать с ней по всему миру в первый раз. Она инкапсулирует следующее поколение.
В феврале 2019 года Соми была выбрана в качестве новой модели для обувного бренда ABC Mart Nuovo. В марте Соми и Он Сону были выбраны в качестве рекламных моделей для спортивного бренда B eanpole Sports. 20 мая Соми была выбрана послом бренда косметики Shiseido Korea.

## Дискография

### Студийные альбомы
- XOXO (2021)

### Мини-альбомы
- Game Plan (2023)

## Фильмография

### Фильмы
| Год  | Название         | Телеканал | Роль                    | Ссылка |
| ---- | ---------------- | --------- | ----------------------- | ------ |
| 2014 | Ode to My Father | tvN       | Мак Сунъюн старшая дочь |        |

### Телевизионные шоу
| Год  | Название                             | Канал   | Роль                        | Ссылка |
| ---- | ------------------------------------ | ------- | --------------------------- | ------ |
| 2015 | Sixteen                              | Mnet    | Участница                   |        |
| 2016 | Produce 101                          | Mnet    | Финалистка                  | [ 54 ] |
| 2017 | Sister’s Slam Dunk Season 2          | KBS2    | актёрский состав            |        |
| 2017 | Idol Drama Operation Team            | KBS Joy | актёрский состав            |        |
| 2019 | Not the Same Person You Used to Know | Mnet    | 2 сезон 1 эпизод            | [ 55 ] |
| 2019 | Law of the Jungle in Chuuk           | SBS     | Участница (393—397 эпизоды) | [ 56 ] |
| 2020 | Lose If You’re Envious               | MBC     | Участница                   | [ 57 ] |
| 2020 | I Am Somi                            | YouTube | Собственное шоу             | [ 58 ] |

### Ведущая
| Год       | Название                      | Канал   | Примечания                       | Ссылка |
| --------- | ----------------------------- | ------- | -------------------------------- | ------ |
| 2016-2017 | The Show                      | SBS_MTV | вместе с Вэй                     | [ 59 ] |
| 2017      | 26th Seoul Music Awards       | KBS N   | вместе с Хичхолем и Тэк Чехёном  | [ 60 ] |
| 2018      | Produce 48                    | Mnet    | 1 эпизод (вместе с Даниэлем Кан) | [ 61 ] |
| 2018      | Music Bank World Tour: Berlin | KBS2    | вместе с Пак Погомом             | [ 62 ] |
| 2020      | Unite ON: Live Concert        | V Live  | вместе с Чхве Бомином            | [ 63 ] |